# Герб Синельниківського району
Герб Сине́льниківського райо́ну — офіційний символ Синельниківського району Дніпропетровської області, затверджений 22 липня 2003 року рішенням № 97-9/XXIV Синельниківської районної ради.
Автори — А. Гречило, О. Шандрук.

## Опис
Щит має форму прямокутника з півколом в основі. Поле щита понижено хвилеподібно перетяте срібним і синім. У першому полі — козак зі списом у червоному одязі. У другому — золота козацька чайка з веслами.
Щит увінчано золотою територіальною короною, під щитом йде синя стрічка із золотим написом «Синельниківський район».